# طواف أمريكا للدراجات 2006–07
طواف أمريكا للدراجات 2006–07 (بالإنجليزية: 2006–07 UCI America Tour) هو الموسم 3 من طواف أمريكا للدراجات.

## السباقات
| طواف أمريكا للدراجات 2006–07 | طواف أمريكا للدراجات 2006–07 | طواف أمريكا للدراجات 2006–07 | طواف أمريكا للدراجات 2006–07                                | طواف أمريكا للدراجات 2006–07 | طواف أمريكا للدراجات 2006–07 | طواف أمريكا للدراجات 2006–07    | طواف أمريكا للدراجات 2006–07 |
| التاريخ                      | #                            | البلد                        | السباق                                                      | الفائز                       | الثاني                       | الثالث                          |                              |
| ---------------------------- | ---------------------------- | ---------------------------- | ----------------------------------------------------------- | ---------------------------- | ---------------------------- | ------------------------------- | ---------------------------- |
| 01 – 08 أكتوبر 2006          | 1                            | فنزويلا                      | Clasico Ciclistico Banfoandes                               | Hernán Buenahora ‏            | José Castelblanco ‏           | Gregorio Ladino ‏                |                              |
| 11 – 15 أكتوبر 2006          | 2                            | المكسيك                      | Vuelta Chihuahua Internacional                              | لويس بيريز روميرو            | جيسوس زاراتي ‏                | Fausto Esparza ‏                 |                              |
| 20 أكتوبر – 01 نوفمبر 2006   | 3                            | غواتيمالا                    | فولتا غواتيمالا                                             | حزقيال كارلوس روجاس          | هيرنان داريو مونيوث          | Juan Alberto Solís ‏             |                              |
| 06 – 11 نوفمبر 2006          | 4                            | بوليفيا                      | Doble Copacabana Grand Prix Fides                           | خوان دييغو راميريز           | Freddy Montaña ‏              | ألفارو سييرا                    |                              |
| 14 – 25 نوفمبر 2006          | 5                            | البرازيل                     | Tour de Santa Catarina                                      | Pedro Autran Nicacio ‏        | Renato Seabra ‏               | Maurício Morandi ‏               |                              |
| 18 – 29 ديسمبر 2006          | 6                            | كوستاريكا                    | فولتا كوستاريكا                                             | Henry Raabe ‏                 | Juan Pablo Araya ‏            | حزقيال كارلوس روجاس             |                              |
| 7 يناير                      | 7                            | البرازيل                     | Copa América de Ciclismo                                    | Nilceu Aparecido dos Santos ‏ | Francisco Chamorro ‏          | Raphael Henrique Serpa Mancini ‏ |                              |
| 07 – 21 يناير 2007           | 8                            | فنزويلا                      | فولتا تاشيرا                                                | Hernán Buenahora ‏            | مانويل مدينا                 | جاكسون رودريغيز                 |                              |
| 23 – 28 يناير 2007           | 9                            | الأرجنتين                    | طواف سان لويس                                               | Jorge Giacinti ‏              | Fernando Antogna ‏            | فرانسيسكو مانسبو                |                              |
| 13 – 25 فبراير 2007          | 10                           | كوبا                         | Vuelta a Cuba                                               | سفين توفت                    | بيدرو بابلو بيريز            | كارلوس خوسيه أوتشوا             |                              |
| 18 – 25 فبراير 2007          | 11                           | الولايات المتحدة             | طواف كاليفورنيا                                             | ليفي ليفيمير                 | ينس فويجت                    | جيسون مكارتني                   |                              |
| 15 – 25 مارس 2007            | 12                           | تشيلي                        | Vuelta Ciclista Por Un Chile Lider                          | Jorge Giacinti ‏              | Magno Nazaret ‏               | Walter Pedraza ‏                 |                              |
| 7 أبريل                      | 13                           | الولايات المتحدة             | U.S. Open Cycling Championships                             | سفين توفت                    | Pat McCarty ‏                 | Alejandro Borrajo ‏              |                              |
| 11 – 15 أبريل 2007           | 14                           | البرازيل                     | Tour do Rio                                                 | Matías Médici ‏               | Pedro Autran Nicacio ‏        | Magno Nazaret ‏                  |                              |
| 16 – 22 أبريل 2007           | 15                           | الولايات المتحدة             | Tour de Georgia                                             | يانيز برايكوفيتش             | كريستيان فاند فيلد           | ديفيد كانيادا                   |                              |
| 22 – 29 أبريل 2007           | 16                           | البرازيل                     | Volta de Ciclismo Internacional do Estado de São Paulo      | Marcos Novello ‏              | Matías Médici ‏               | Pedro Autran Nicacio ‏           |                              |
| 28 أبريل – 05 مايو 2007      | 17                           | السلفادور                    | Vuelta a El Salvador                                        | ويلسون زامبرانو ‏             | كريستيان ماير                | Bernardo Colex ‏                 |                              |
| 5 مايو                       | 18                           | فنزويلا                      | Clásico Aniversario de la Federación Venezolana de Ciclismo | خوسيه أغيلار ‏                | Miguel Ubeto ‏                | فيكتور مورينو                   |                              |
| 6 مايو                       | 19                           | فنزويلا                      | Copa Federacion Venezolana de Ciclismo                      | خوسيه ألاركون                | توماس غيل                    | رالف مونسالف ‏                   |                              |
| 10 – 13 مايو 2007            | 20                           | بوليفيا                      | Doble Sucre Potosí GP Cemento Fancesa                       | Óscar Soliz ‏                 | Freddy Piamonte ‏             | ألفارو سييرا                    |                              |
| 16 – 20 مايو 2007            | 21                           | البرازيل                     | Volta Ciclística Internacional do Paraná                    | Renato Seabra ‏               | جيراردو فرنانديز             | Patrique Gama Azevedo ‏          |                              |
| 25 مايو                      | 22                           | فنزويلا                      | Elite Road PanAmerican Championships ITT                    | Libardo Niño ‏                | زاكاري بيل                   | توماس غيل                       |                              |
| 27 مايو                      | 23                           | فنزويلا                      | Elite Road PanAmerican Championships RR                     | مارتن غيلبرت                 | مانويل مدينا                 | Carlos Hernández ‏               |                              |
| 3 يونيو                      | 24                           | الولايات المتحدة             | Lancaster Classic                                           | برنارد إيسل                  | سيرغي لاجوتين                | Frank Pipp ‏                     |                              |
| 7 يونيو                      | 25                           | الولايات المتحدة             | Reading Classic                                             | برنارد إيسل                  | Alejandro Borrajo ‏           | Oleg Grishkin ‏                  |                              |
| 10 يونيو                     | 26                           | الولايات المتحدة             | Philadelphia International Championship                     | خوان خوسيه هايدو             | ماثيو جوس                    | برنارد إيسل                     |                              |
| 12 – 17 يونيو 2007           | 27                           | كندا                         | Tour de Beauce                                              | بنجامين داي                  | سفين توفت                    | داني بات                        |                              |
| 24 يونيو                     | 28                           | الولايات المتحدة             | Rochester Twilight Criterium                                | هيلتون كلارك                 | كاميرون إيفانز               | Kyle Wamsley ‏                   |                              |
| 24 يونيو                     | 29                           | البرازيل                     | Meeting Internacional de Goiania                            | رافاييل أندرياتو             | Fabielle Mota ‏               | روبسون دياز ‏                    |                              |
| 9 يوليو                      | 30                           | البرازيل                     | Prova Ciclística 9 de Julho                                 | رافاييل أندرياتو             | روبسون دياز ‏                 | Francisco Chamorro ‏             |                              |
| 28 يوليو – 12 أغسطس 2007     | 31                           | كولومبيا                     | فولتا كولومبيا                                              | سانتياجو بوتيرو              | Hernán Buenahora ‏            | إزرائيل أوتشوا                  |                              |
| 03 – 12 أغسطس 2007           | 32                           | فرنسا                        | سباق جوادلوب                                                | Flober Peña ‏                 | نيكولا دومون ‏                | إدوين سانشيز                    |                              |
| 27 أغسطس – 09 سبتمبر 2007    | 33                           | فنزويلا                      | فويلتا فنزويلا                                              | سيزار سالازار                | ريتشارد أوتشوا               | خوسيه سيربا                     |                              |
| 8 سبتمبر                     | 34                           | الولايات المتحدة             | Univest Grand Prix                                          | Will Frischkorn ‏             | ريان روث                     | جون بارا                        |                              |
| 11 – 16 سبتمبر 2007          | 35                           | الولايات المتحدة             | طواف ميزوري                                                 | جورج هينكابي                 | Will Frischkorn ‏             | Dominique Rollin ‏               |                              |
| 15 سبتمبر                    | 36                           | الولايات المتحدة             | Tour de Leelanau                                            | Garrett Peltonen ‏            | ريان روث                     | Scott Zwizanski ‏                |                              |

## وصلات خارجية
- الموقع الرسمي